# Disidratazione
La disidratazione è uno stato patologico che si instaura quando il bilancio idrico, ovvero quantità di acqua assunta meno l'acqua persa, è negativo, cioè l'acqua persa è maggiore di quella assunta.
Normalmente si assumono 1,5 litri di acqua al giorno per mezzo del riflesso della sete, ma l'acqua può essere somministrata anche mediante infusione. Quando si instaura uno stato fisico che innalza il consumo di acqua come l'alta temperatura ambientale o altri stati patologici che fanno perdere liquidi, come la febbre, il vomito e la diarrea, oppure quando una persona non assume volontariamente acqua a sufficienza, l'organismo rimane disidratato e incomincia a funzionare male.

## La funzione dell'acqua nell'organismo
L'acqua rappresenta circa dal 55 al 70% del peso del corpo, a seconda dell'età e del rapporto tra massa muscolare (magra) e massa grassa, ed è distribuita sia fuori che dentro le cellule.
Il trasporto degli ormoni, dei metaboliti, dei cataboliti, degli elettroliti e di tutte le altre sostanze utili e di scarto, avviene nel sangue, che è composto da parte liquida e parte corpuscolata, presente normalmente in quantità di circa l'8% del peso corporeo (o 1/12). Il rapporto tra parte corpuscolata e parte liquida viene definito rapporto Ematocrito e si esprime in percentuale. Ovviamente negli stati di disidratazione, cioè quando la parte liquida si riduce, l'ematocrito aumenta.
L'acqua eliminata dall'organismo in varie forme - o per traspirazione per mantenere la temperatura corporea costante o per filtrazione renale o a causa di patologie incombenti - dev'essere reintegrata. In assenza di cibo un individuo normopeso può sopravvivere mediamente fino ad un mese, ma questo valore è fortemente dipendente dalla quantità di tessuto adiposo della persona; senza acqua non si sopravvive che pochi giorni.
La sopravvivenza media di una persona che non assume liquidi può variare a seconda dell'ambiente in cui l'individuo vive.

## Manifestazioni cliniche

Il colore delle urine è un indicatore dello stato di idratazione: hydrated = idratato; mildly hydrated = lievemente idratato; dehydrated = disidratato; extremely dehydrated = gravemente disidratato

Esistono due tipi di manifestazioni cliniche principali:
- sintomi (quelle che una persona avverte interiormente):
  - sete
  - fiacchezza, debolezza, astenia
  - vertigini
  - palpitazioni (frequenza che non compensa calo di gittata del sangue)
  - ansia
- segni (quelle rilevabili sul corpo, anche strumentalmente):
  - pelle e mucose asciutte
  - ipotensione
  - aumento della concentrazione degli elettroliti (urine a colorazione più carica e a maggior densità)
  - diminuzione del volume plasmatico
  - affaticamento
  - sonnolenza
  - torpore
  - deficit cognitivi (di apprendimento e memoria)

## Decesso per disidratazione
Si può, in modo approssimativo, paragonare la morte da disidratazione con quella da dissanguamento: quando il volume sanguigno circolante diminuisce a un livello inferiore ai 3,5 litri si assiste alla progressiva perdita di coscienza e alla morte.